# 池田韻
池田 韻（いけだ ひびき、1999年12月19日 - ）は、日本のラグビーユニオンレフリー（審判員）。

## プロフィール
- 福岡県福津市出身[1]。
- ラグビー選手時代のポジションはフランカー(FL)[2]。

## 略歴
小学2年生からラグビーを始めた。
2018年、福岡高校卒業後、早稲田大学に入学。なお福岡高校時代、第97回全国高校ラグビー大会のU18花園女子15人制に出場した。
大学入学後、怪我のためレフリー資格を取得してレフリーに転身。
2022年、早稲田大学卒業。